# Alyxia erythrosperma
Alyxia erythrosperma är en oleanderväxtart som beskrevs av John Wynn Gillespie. Alyxia erythrosperma ingår i släktet Alyxia och familjen oleanderväxter. Inga underarter finns listade i Catalogue of Life.